# Häggesböle
Häggesböle är en by i Kyrkslätt i Nyland i Finland. 
Enligt historiska källor har det funnits tre gårdar i Häggesböle. Förutom dessa tre gårdar inkluderade en by som heter Järsö. Byn tillhörde Färje-stansen på 1500-talet och åtnjöt senare skatteundantag. Skattebetalaren tog över byn i slutet av 1700-talet. 

## Bergåsa
Huset tillhör Järsö Uf- ungdomsklubben, lokalen hyrs ut för festligt bruk, men som regel sker byns hobbyaktiviteter i huset.  Bergåsa-förskolan stängdes med stängningen av Friggesby byskola.  

### Sjöscoutkåren Porkala
Sjöscoutkåren Porkala grundades i början av nittiotalet.  

### Ungdomsteater
År 2020 fyllde ungdomsteatern 20 år.  